# Ветреница Радде
Ветреница Радде (лат. Anemone raddeana) — многолетнее травянистое растение, вид рода Ветреница (Anemone) семейства Лютиковые (Ranunculaceae).

## Ботаническое описание
Ветреница Радде — многолетнее растение до 25—30 см высотой с бурым ползучим корневищем, состоящим из мясистых веретеновидных члеников.
Стебли не густо опушены.

### Листья
Простые, 4—5 см длиной, 8—11 см шириной, рассечённые на три первичных сегмента. Прикорневые не сохраняются.

### Цветки
Цветки актиноморфные, одиночные, 3—4, до 6 см в диаметре, белые. Листочков околоцветника 8—20, около 3 мм шириной линейно-продолговатые.

### Плоды
Плоды — орешки, до 5 мм длиной.

## Распространение и экология
Произрастает по долинам лесных рек и ручьёв, на богатых, проточно увлажнённых почвах подножий склонов и лугов.
Общее распространение: российский Дальний Восток, Японо-Китайский район.
Весенний эфемероид. Период вегетации начинается с апреля и длится 2—2,5 месяца. В уссурийской тайге распространена в различных типах лесов, но особенно в урёме с зарослями папоротника страусопёра. Запас сырой массы в отдельных типах леса колеблется от 70 до 240 кг/га.

## Хозяйственное значение и применение
Весной хорошо поедается крупно рогатым скотом. Также поедается изюбрем и косулей.

## Галерея
|                                                   |  |  |
| Слева направо: общий вид растения, цветок, листья |  |  |